# 소녀 코믹
《소녀 코믹》(일본어: 少女コミック 쇼조 고밋쿠[*])은 쇼가쿠칸에서 발행하는 일본의 소녀 만화 잡지이다. 줄여서 쇼코미로 부르기도 한다. 1968년에 창간되었다. 1980년대까지 주간으로 발행되다 현재는 격주간으로 발행되고 있다.
대상 독차층은 여자 중고등학생이다. 원래 연재작들은 키스신도 나오지 않을 정도로 성적인 묘사가 없었으나 현재 신조 마유의 《두근두근 프레이즈》 등의 성공으로 경쟁지인 《마가렛》이나 《하나토유메》보다 연재작들의 성적 묘사가 과감하다.

## 같이 보기
- 베쓰코미